# Io di giorno, tu di notte
Io di giorno, tu di notte  (Ich bei Tag und Du bei Nacht) è un film del 1932 diretto da Ludwig Berger.

## Trama
Greta è una manicure che lavora in un salone di bellezza e vive in subaffitto da un'ex attrice di teatro, Frau Seidelbast. In realtà, la stanza le viene subaffittata solo di notte, perché di giorno ci dorme Hans, cameriere in un locale notturno. Greta e Hans non si sono mai incontrati. Un giorno, per caso, i due si conoscono e si innamorano l'uno dell'altra, ma senza sapere che condividono la stanza. Prima di scoprirlo e prima del lieto fine incorreranno ancora in una serie di equivoci.

## Produzione
Le musiche del film sono state scritte dal compositore Werner Richard Heymann, mentre i testi delle canzoni sono di Robert Gilbert. I due erano anche gli autori di molti dei successi del gruppo Comedian Harmonists, che nel film fa un'apparizione al club Casanova. Anche Willy Fritsch e Käthe von Nagy eseguono dei pezzi cantati durante il film.
Il film fu prodotto dall'Universum Film (UFA).
Le riprese cominciarono ad agosto e terminarono a fine ottobre, presso gli UFA-Studios Bdi Babelsberg. Gli esterni vennero girati nella reggia di Sanssouci a Potsdam.

## Distribuzione
Distribuito dall'UFA, il film venne presentato in prima il 18 novembre 1932 all'Ufa-Palast di Amburgo, mentre la prima berlinese si tenne il 29 novembre 1932 al Gloria-Palast.